# 300-timers-reglen
300-timers-reglen er den populære betegnelse for §13 stk. 8 i lov om aktiv socialpolitik, som stiller et krav til at ægtepar på kontanthjælp har haft minimum 300 timers ordinært arbejde inden for to år.
Reglen er et resultat af regeringens integrationshandlingsplan fra maj 2005,En ny chance til alle, som blev vedtaget i Folketinget 21. marts 2006. I aftalens kapitel 4 ”Det skal kunne betale sig at arbejde” står der: "For ægtepar, hvor begge er på kontanthjælp, gælder det, at en ægtefælle, der ikke inden for de seneste to år har haft sammenlagt minimum 300 timers ordinært arbejde bliver betragtet som reelt hjemmegående. Det betyder, at kontanthjælpen til den pågældende person falder bort". Dog vil kravet det første år – dvs. frem til 1. april 2008, kun være et minimum på 150 timer ordinært arbejde inden for de sidste 12 mdr. 
Reglen har været genstand for stor diskussion og kritik og har sågar tiltrukket sig udenlansk opmærksomhed bl.a. fra UNHCR, der skriver; ”UNHCR anerkender at integration går begge veje og kræver en indsats fra både værtslandet og indvandreren. Men UNHCR vil advare mod at overvurdere brugen af sanktioner som et redskab til integration”.